# Almuth Sellschopp
Almuth Sellschopp (geb. 1939 als Almuth Rüppell) ist eine deutsche Psychoonkologin und Psychoanalytikerin.

## Leben und Wirken
Almuth Sellschopp promovierte sowohl in Medizin als auch in Psychologie. In ihrer psychologischen Dissertation setzte sie sich mit dem Konzept der Kognitiven Dissonanz von Leon Festinger auseinander und nutzte es als Erklärungsmodell für die Veränderungen der Attitüden bei neuroseerkrankten Patienten. Sie absolvierte eine psychoanalytische Ausbildung und ist Mitglied und Lehranalytikerin des Münchner Instituts der Deutschen Psychoanalytischen Vereinigung.
Sie war leitende Psychotherapeutin am Institut für Psychosomatische Medizin, Psychotherapie und Medizinische Psychologie an der Universität München. Zu ihren Forschungsschwerpunkten gehörten die Arzt-Patient-Beziehung, Gender-Differenzen sowie ethische Fragen in Medizin und Gesellschaft. Mit ihrer zweibändigen Habilitationsschrift zur Krebsnachsorge begründete sie eine psychosomatische Sicht auf die Onkologie. Sie beschrieb das Phänomen einer „hölzern“ anmutenden Haltung von psychosomatisch Erkrankten aufgrund von mangelnder Emotionalität und der Schwierigkeit, Handlungen mit Gefühlen und Phantasien zu verbinden als Pinocchio-Syndrom.
Sellschopp kritisierte schon in den 1970er Jahren, dass psychologische Hilfen für Frauen, die an Krebs erkranken, zu spät einsetzten und die psychosomatischen Aspekte zu wenig Berücksichtigung fänden. Dadurch würden bestehende Heilungschancen nicht genutzt.
Für ihre Leistungen zur Integration der psychoonkologischer Versorgung in die onkologische Gesamtbehandlung erhielt sie 2002 den Deutschen Krebshilfe Preis. Das Deutsche Ärzteblatt bezeichnete sie als „Grande Dame“ der Psychoonkologie. 2012 führte sie ein Interview mit Margarete Mitscherlich über das Altern und den Tod, welches dadurch bekannt wurde, dass Mitscherlich vier Tage nach diesem Interview verstarb. Sie ist Mitorganisatorin der jährlich an verschiedenen Orten stattfindenden Sommeruniversitäten der Psychoanalyse der Deutschen Psychoanalytischen Vereinigung.

## Veröffentlichungen
- mit M. Fegg, E. Frick: Psychoonkologie: Empfehlungen zur Diagnostik, Therapie und Nachsorge. 2. Auflage, Zuckschwerdt, Germering bei München 2005, ISBN 978-3-88603-870-1.
- mit Beatrix Vogel: Auf-Brüche: Interviews über Werte und Wertewandel im Rückblick auf die nationalsozialistische Zeit. Hamburg 1994, ISBN 978-3-86064-177-4.
- Wege und Ziele psychosozialer Krebsnachsorge. Habilitationsschrift, 2. Bd. Ludwig-Maximilian-Universität, München 1991.
- Die Veränderung von Attitüden infolge kognitiver Dissonanz bei neuroseerkrankten Patienten. Hochschulschriften, Mannheim 1970.